# Consejo de Delegadas y Delegados de UNASUR
El Consejo de Delegadas y Delegados  está conformado por un representante acreditado por cada Estado de unasur. Se reúne cada seis meses, en el territorio del país que ejerce la Presidencia Pro Tempore u otro lugar que se acuerde.
Este consejo tiene las siguientes atribuciones:
a) Implementar mediante la adopción de las Disposiciones pertinentes, las Decisiones del Consejo de Jefas y Jefes de Estado y de Gobierno, y las Resoluciones del Consejo de Ministras y Ministros de Relaciones Exteriores, con el apoyo de la Presidencia Pro Tempore y la Secretaría General;
b) Preparar las reuniones del Consejo de Ministras y Ministros de Relaciones Exteriores;
c) Elaborar proyectos de Decisiones, Resoluciones y Reglamentos para la consideración del Consejo de Ministras y Ministros de Relaciones Exteriores;
d) Compatibilizar y coordinar las iniciativas de Unasur con otros procesos de integración regional y subregional vigentes, con la finalidad de promover la complementariedad de esfuerzos;
e) Conformar, coordinar y dar seguimiento a los Grupos de Trabajo;
f) Dar seguimiento al diálogo político y a la concertación sobre temas de interés regional e internacional;
g) Promover los espacios de diálogo que favorezcan la participación ciudadana en el proceso de integración suramericana;
h) Proponer al Consejo de Ministras y Ministros de Relaciones Exteriores el proyecto de presupuesto ordinario anual de funcionamiento para su consideración y aprobación.
- Datos: Q5400815